# Filippo Inzaghi
Filippo Inzaghi (Placência, 9 de agosto de 1973) é um treinador e ex-futebolista italiano que atuava como centroavante. Atualmente comanda o Palermo.
Atuou em vários clubes italianos e viveu sua melhor fase na Juventus e no Milan, conquistando dois títulos da Liga dos Campeões da UEFA e três títulos da Serie A. Atualmente é o sexto maior artilheiro em competições da UEFA, com 70 gols, atrás de Cristiano Ronaldo, Lionel Messi, Robert Lewandowski, Raúl e Karim Benzema. Também é o maior artilheiro do Milan em competições europeias, com 43 gols. Além disso, detém o recorde de mais hat-tricks (10) na história da Serie A.
É irmão mais velho do também treinador e ex-centroavante Simone Inzaghi.

## Carreira como jogador

### Início
Em 1991, aos 18 anos, começou a jogar pelo time de sua cidade, o Piacenza, mas fez apenas dois jogos na Serie A e foi emprestado para o AlbinoLeffe, modesta equipe da terceira divisão.
No Leffe ele teve um bom desempenho, marcando 13 gols em 21 jogos. Assim, foi emprestado novamente, dessa vez pro Hellas Verona em 1993. No Verona marcou 13 gols em 36 pela Serie B.
Voltou para o Piacenza, marcou 15 gols em 37 jogos pela Serie B e ajudou o time a conquistar a competição.
Em 1995 foi contratado pelo Parma, mas fez apenas dois gols em 15 jogos na Serie A daquela temporada. Na temporada seguinte transferiu-se para a Atalanta e fez uma temporada excepcional, terminando como artilheiro da Serie A, com 24 gols.

### Juventus
Contratado pela Juventus em 1997, atuou na Velha Senhora por quatro temporadas e conquistou um Scudetto na temporada 1997–98. No entanto, nessa temporada a equipe perdeu a final da Liga dos Campeões para o Real Madrid.

### Milan
Foi contratado pelo Milan em 2001, onde passou onze anos vitoriosos e conquistou dois Campeonatos Italianos (2003–04 e 2010–11) e duas Liga dos Campeões da UEFA (2002–03 e 2006–07). Na de 2006–07, marcou dois gols na final contra o Liverpool.
Em maio de 2012, aos 38 anos, anunciou sua saída do clube juntamente com os companheiros Alessandro Nesta e Gennaro Gattuso, todos com mais de 10 anos na equipe. Fez sua despedida e completou 300 jogos com a camisa do Milan no dia 13 de maio, no estádio San Siro. Atuou cerca de 30 minutos e marcou o segundo gol que garantiu a vitória por 2–1 contra o Novara.

## Seleção Nacional
Representou a Itália Sub-21 na Eurocopa de 1994. Três anos depois, em 1997, recebeu sua primeira convocação para a Seleção Italiana principal. Além da Euro 2000, disputou as Copa do Mundo FIFA de 1998, 2002 e 2006, sagrando-se campeão da última.

## Carreira como treinador

### Milan

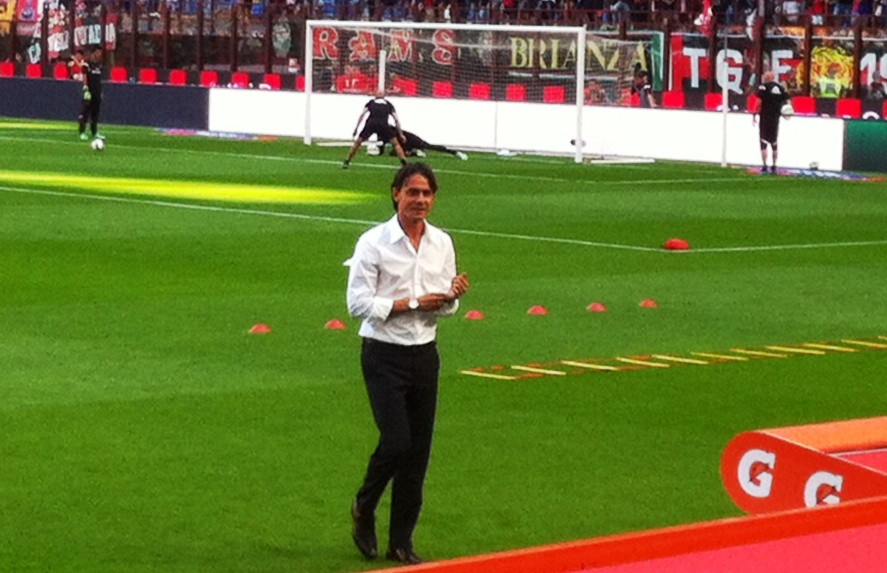
Inzaghi no comando do Milan em 2014

Após se aposentar, tornou-se treinador das categorias de base do Milan e assinou até 2014 com a equipe.
Em 9 de junho de 2014, após dois anos treinando as categorias de base, foi designado treinador do time principal do Milan por dois anos, substituindo o ex-companheiro e também ídolo Clarence Seedorf. Foi demitido no dia 4 de junho de 2015, por maus resultados e também por motivos de revolução que passava a gestão do clube rossonero.

### Venezia
No dia 7 de junho de 2016, Inzaghi acertou com o Venezia. Pelo clube de Veneza, o jogador conquistou seus primeiros títulos como treinador: a Serie C e a Copa da Serie C Italiana, ambos os troféus levantados na temporada 2016–17.

### Salernitana
Foi anunciado pela Salernitana no dia 10 de outubro de 2023, assumindo a equipe após a demissão do português Paulo Sousa.

## Estatísticas como treinador
Atualizadas até 27 de janeiro de 2019
| Clube   | Jogos | Vitórias | Empates | Derrotas | Aproveitamento |
| ------- | ----- | -------- | ------- | -------- | -------------- |
| Milan   | 40    | 14       | 13      | 13       | 35%            |
| Venezia | 95    | 48       | 30      | 17       | 50,53%         |
| Bologna | 24    | 4        | 8       | 12       | 16,67%         |

## Títulos como jogador
Piacenza
- Serie B: 1994–95

Juventus
- Supercopa da Itália: 1997
- Serie A: 1997–98
- Copa Intertoto da UEFA: 1999

Milan
- Copa da Itália: 2002–03
- Liga dos Campeões da UEFA: 2002–03 e 2006–07
- Supercopa da UEFA: 2003 e 2007
- Serie A: 2003–04 e 2010–11
- Copa do Mundo de Clubes da FIFA: 2007

Seleção Italiana Sub-21
- Euro Sub-21: 1994

Seleção Italiana
- Copa do Mundo FIFA: 2006

### Outras conquistas
Milan
- Troféu Luigi Berlusconi: 2002, 2005, 2006, 2007, 2008, 2009 e 2011

### Prêmios individuais
- Artilheiro da Serie A: 1996–97
- Oscar del Calcio - Melhor Jogador Jovem: 1997
- Homem do Jogo da final da Liga dos Campeões da UEFA: 2006–07

## Títulos como treinador
Venezia
- Serie C: 2016–17
- Copa da Serie C Italiana: 2016–17

Benevento
- Serie B: 2019–20

### Prêmios individuais
- Panchina d'Oro: 2020